# Marjorie Margolies-Mezvinsky
Marjorie Margolies-Mezvinsky (Filadelfia, 21 giugno 1942) è una politica e giornalista statunitense, membro della Camera dei Rappresentanti per lo stato della Pennsylvania dal 1993 al 1995.

## Biografia
Nata a Filadelfia, Marjorie Margolies si laureò all'Università della Pennsylvania e intraprese la professione di giornalista. In oltre ventiquattro anni di lavoro, la Margolies collaborò con emittenti come la NBC e la CBS e ottenne cinque Emmy Awards.
Nel 1975 sposò il deputato Edward Mezvinsky e aggiunse il suo cognome al proprio, divenendo nota come Marjorie Margolies-Mezvinsky. In trentadue anni di matrimonio i Mezvinsky crebbero undici figli: quattro che Edward aveva avuto dalla prima moglie, due che Marjorie aveva adottato quando era nubile, tre che adottarono insieme e due figli naturali. I Mezvinsky divorziarono nel 2007; tre anni dopo uno dei loro figli, Marc, sposò Chelsea Clinton.
Dopo una lunga carriera come reporter, la Margolies-Mezvinsky entrò in politica con il Partito Democratico e nel 1992 venne eletta deputata alla Camera dei Rappresentanti, sconfiggendo di misura il candidato repubblicano Jon Fox. Due anni dopo la Margolies-Mezvinsky venne sfidata nuovamente da Fox ma questa volta venne sconfitta di misura e fu costretta a lasciare il seggio.
Negli anni successivi tentò in più occasioni un ritorno politico: nel 1998 ottenne la nomination democratica per la carica di vicegovernatore della Pennsylvania, ma perse le elezioni generali; nel 2000 si candidò al Senato ma durante la campagna elettorale si ritirò a causa di problemi personali. Nel 2013, alla notizia del ritiro della deputata Allyson Schwartz, si è fatto il nome della Margolies come candidata per il suo seggio alla Camera.